# ブロケード コミュニケーションズ システムズ
ブロケード コミュニケーションズ システムズ（Brocade Communications Systems, Inc.） は、ブロードコムの子会社で、米国カリフォルニア州シリコンバレーに本拠地を置く、コンピュータネットワーク・プラットフォーム機器ベンダーである。

## 概要
1995年8月設立。ストレージエリアネットワーク（SAN）を構成するファイバーチャネル・スイッチ製品群のベンダーから着手し、現在は、サーバ接続製品群（HBA、ブレードサーバ内蔵型SANスイッチモジュール）など、イーサネット・スイッチ（L2/L3スイッチ&ルータ）、アプリケーション・デリバリ・コントローラ（L4-7スイッチ）など、データセンター、キャンパスLAN、サービス・プロバイダの各ネットワーク・セグメントにおける要件に対応するネットワーキング製品を開発・販売している。
2016年11月、ブロードコムによる買収が発表され、2017年11月17日に買収完了が発表された。

### ブロケード日本法人
2001年8月、ブロケード コミュニケーションズ システムズ株式会社設立。米ブロケードの100%子会社。本社は東京都千代田区にあり、大阪市北区に支社を置いていた。

## 歴史
ブロケードは、1995年8月にSeth Neiman（CEOおよびベンチャーキャピタル投資担当）、Paul Bonderson（エンジニアリングVP）、およびクマル・マラヴァリ（標準規格策定およびテクノロジ担当）によって設立され、その直後に Dave Banks（システムおよびASIC担当）とPaul Ramsay（ソフトウェア担当）の2名が加わり、事業活動を開始した。
ブロケードとして最初のファイバーチャネル・スイッチは、1997年の初旬に公開された「SilkWorm」で、Stitch ASICと独自のVxWorksベースのファームウェア（Fabric OS、またはFOS）をもとにしたスイッチであった。その後、この「SilkWorm」がブロケードの全製品（スイッチ、ルータ、ダイレクタ）ラインの名前となったが、その後公開されたSilkWorm 1000（SW1000）から「SilkWorm」の後に製品ごとに区別する名前が付けられるようになった。この頃のCEOはBruce Gergmanが務めた。
1998年、グレゴリー・レイジェスがCEOとしてブロケードに入社。約3年間に渡るITバブル期において、ブロケードは“Flannel” ASIC（スイッチ接続されたファブリック用のFC-ALインタフェースに対応）のリリースや、数多くのファブリック・サービス機能（ゾーニング、プライベートループ・デバイスのファブリックへの通訳機能など）の追加を行い、“LOOM” ASICベースの新しいスイッチ製品群を発表した。2001年には、新しい管理アプリケーションであるFabric Manager 1.0に統合された複数のスイッチから成るセミ・ダイレクタ製品「SilkWorm 6400」を公開した。
2001年から2003年にかけて、ブロケードは第3世代ASICである“BLOOM（Big Loom）”ベースのスイッチおよびダイレクタ製品を発表し、既存の1Gb/s製品から、新たに2Gb/sのスループットを実現する製品への移行を果たした。2002年の4月に発表された「SilkWorm 12000」は、BLOOMベースで開発・公開された最初のダイレクタ製品で、FOS v.4.0（VxWorksからLinuxカーネルへ変更）で稼働し、64ポートドメインx2で最大128ポートまで対応する大規模環境用のSANプラットフォームだった。この12000は、内部アーキテクチャおよび技術的観点から見ても、以下のようないくつかの大きな変更を施していた点でブロケードにとって重要な意味を持つ製品であったと位置づけられる。
- 新しいASICを採用していたこと（LOOMからBLOOMへ）
- コントロール・プロセッサ・アーキテクチャをアップグレード（Intel i960からPowerPC 405Gへ）
- 組み込みOSを変更（Wind River Systems VxWorksからMontaVista Linuxへ）
- システムアーキテクチャを変更（単一PCIバス付き単一マザーボードからホットスワップ・ブレードおよびバックプレーン付きの階層型PCIバスへ）

Bloom ASICは、業界で初めてフレームレベルのファイバーチャネル・トランキングに対応した製品であり、これによって信頼性とフレームの順序配信を維持しながら、複数のパイプにまたがって卓越したスループットを保証（または負荷分散）することを実現した。また、2003年10月に発表されたFOS v.4.1では、ホットファームウェア・アップグレードにも対応した。このような数々の大きな変更によって、アーキテクチャの見直し・修正が行われた。
その当時、ダイレクタ分野では競合企業であるMcDATAが市場シェアの90%を保持していた。しかし、2002年にSilkWorm 12000がリリースされるとすぐに、市場シェアの3分の1を獲得。この急速な立ち上がりを見て、ブロケードは12000のFICONおよびFICON CUP対応を施すことで、参入が難しいと思われていたメインフレーム市場におけるビジネス機会を見出すことができた。
2003年、SW12000は、ヨーロッパのIT雑誌「Computing」により“Storage Product of the Year”に選出された。
2004年、BLOOM IIでは、2Gbit/sの性能を維持しながら、それまでのASICに設計上の改善を図り、消費電力の削減と大きさの縮小を図った。ブロケードの第2世代ダイレクタ製品であるSilkWorm 24000では、このBLOOM IIが採用され、シングルドメインで最大128ポートまでの収容を可能にした。またこれと同じ時期に、ブロケードは多くの付加価値を備えたソフトウェア機能を発表し、Rhapsody Networks（SAN仮想化のベンチャー企業）の買収や、初めてのマルチプロトコル・ファイバーチャネル・ルータであるSilkWorm 7420のリリースを行っている。ブロケードが初めてエンベデッド・スイッチ市場に参入したのもこの頃で、他のベンダーが提供するストレージ・コントローラやブレードサーバのシャーシにそのまま物理的に統合される複数のスイッチを開発・提供開始した。
2008年12月、高性能イーサネット・スイッチの大手ベンダーであったファウンドリーネットワークスの買収を完了。従来のSAN分野からイーサネット・ネットワークへと領域を大幅に拡大し、データセンターからキャンパスLAN、サービス・プロバイダまでを支援するネットワーク・ソリューションを提供している。
2016年11月、ブロードコムによる買収が発表された。
2017年3月、イーサネット事業のエクストリーム・ネットワークスへの売却が発表された。

### テクノロジ・イノベータとしてのブロケード
1995年の創立以来、ブロケードはさまざまな分野のプロトコル標準規格策定において、主要な役割を果たしてきた。過去から現在に渡り、T11 Technical Committees（INCITS）、Storage Networking Industry Association（SNIA標準化）、Data Management Task Force（DMTF）などの業界団体・標準化組織では、ブロケードの社員が主導役を務めている。

### Brocade ASICの歴史（ファイバーチャネル・スイッチ）
- 第1世代 - 1997

Stitch
ASICあたりポート数: 2
スイッチ: SilkWorm 1000
- 第2世代 - 1999

LOOM
性能: 1 Gbit/s
ASICあたりポート数: 4
ダイレクタ: SilkWorm 6400
スイッチ: SilkWorm 2xxx (2400, 2800, etc.)
- 第3世代 - 2001

BLOOM and BLOOM II
性能: 2 Gbit/s
ASICあたりポート数: 8
ISLトランキングおよびフレーム・フィルタリング機能を追加
ダイレクタ: SilkWorm 12000, SilkWorm 24000
スイッチ: SilkWorm 3xxx (3200, 3800, 3850, etc.)
- 第4世代 - 2004

Condor
性能: 4 Gbit/s
ASICあたりポート数: 32
拡張トランキング（8ポートグループ）機能を追加
ダイレクタ: SilkWorm 48000
スイッチ: SilkWorm 4xxx (4100, 4900, etc.)
ルータ: 7500, FR4-18i (ダイレクタ用ブレード)
GoldenEye (Condorのスケールダウン版)
性能: 4 Gbit/s
ASICあたりポート数: 24
スイッチ: SilkWorm 200E
- 第5世代 - 2008

Condor 2
性能: 8 Gbit/s
ASICあたりポート数: 40
ダイレクタ: DCX Backbone
スイッチ: 5100, 暗号化スイッチ
GoldenEye 2
性能: 8 Gbit/s
ASICあたりポート数: 24
スイッチ: 300, 5300
Egret
性能: 10Gbit/s Fibre Channel
ASIC あたりのポート数: 6
スイッチ: FC10-6(ダイレクタ用ブレード)
Anvil
性能： 10Gbit/s Ethernet, Fibre Channel
ASICあたりのポート数：12 エッジポート(10Gbit/s Ethernet), 16 ファブリックポート
DCB/FCoE(FC-BB-5)対応
製品: Brocade 8000, FCoE10-24 (ダイレクタ用ブレード)
eAnvil2
性能: 10Gbit/s Ethernet, Fibre Channel
ASIC あたりのポート数: 24 エッジポート(10Gbit/s Ethernet), 8 Fiber Channel ポート
DCB/FCoE(FC-BB-5)対応
Hardware TRILL 対応
Brocade ISL Trunking(10G x 8)対応
製品: VDX6720, 各社ブレードサーバ組み込みスイッチ
アダプタ用ASIC
Crossbow
性能: 8Gbit/s Fibre Channel
ASIC 当たりのポート数: 2
製品: Brocade 8x5, 4x5 シリーズ HBA
Catapult
性能: 10Gbit/s Ethernet もしくは 8Gbit/s Fibre Channel(ハードで固定)
ASIC あたりのポート数: 2
製品: Brocade 1000 シリーズ CNA, 各社ブレードサーバ用メザニンカード

### 統合＆買収
- 2003 - Rhapsody Networks
- 2005 - Therion Software Corporation
- 2006 - NuView, Inc.（ファイルマネジメント・ソフトウェア製品）
- 2007 - Silverback Systems, Inc. （ネットワーク高速化テクノロジ）
- 2007 - McDATA. （ファイバーチャネル製品市場における競合企業）
- 2008 - Strategic Business Systems （ストレージ関連のプロフェッショナル・サービス企業）
- 2008 - ファウンドリーネットワークス（Ethernetスイッチ、およびルータ）
- 2012 - Vyatta, Inc. (ソフトウェアベースネットワーク)
- 2014 - Vistapointe (ネットワーク可視化およびアナリティクス)

### McData社の買収
2005年後半、ブロケードは“Condor” ASICベースの4Gbit/s対応の製品を、スイッチ、エンベデッド・スッチ、ダイレクタの全製品ラインに投入した。特に新しいダイレクタ製品であるSilkWorm 48000は、最大384ポートまでを収容し、NPIVをはじめとするさまざまな機能拡張を実現しており、これら4Gbit/s製品へのトランジションがブロケードの2006年の売上げ拡大に貢献した。
2007年1月29日、ブロケードはファイバーチャネル・スイッチおよびダイレクタ市場における最大の競合企業であったMcDATA Corporationの買収を完了し、それと同時に企業ロゴの変更をはじめとする大規模なブランディングの変更を行った。その一環として、製品名の冠として使用していた“SilkWorm”を廃止し、新たに「Brocade XXX」のように製品名を統一（例えば、Brocade 5000など）。McDATAの製品については、「Brocade M---」のように、という名称に変更され、ブロケードから販売されている（一部販売終了）。

### ファウンドリーネットワークス社の買収
2008年12月19日、ブロケードはイーサネット・スイッチの大手ベンダーであったファウンドリーネットワークスの買収手続の完了を発表した。ファウンドリーネットワークスの製品は、ラインごとに「Foundry NetIron」、「Foundry FastIron」など、「Foundry XXXIron」という名称で呼ばれていたが、これらは「Foundry」を「Brocade」と変更して、そのままブロケードの製品として引き継がれて販売されている（一部販売終了）。

## Brocade製品
2008年のファウンドリーネットワークス社統合を経て、ブロケードの製品ラインアップは大きく変化した。
1. SANスイッチング・プラットフォーム製品（ファイバーチャネル・ダイレクタ、スイッチ製品など）
2. サーバ接続性関連製品（ファイバーチャネルHBA、ブレードサーバ用エンベデッドSANスイッチなど）
3. イーサネット・スイッチ製品（L2/3スイッチ、ルータなど）
4. アプリケーション・デリバリ・コントローラ製品（L4-7スイッチ）

の4つのカテゴリに分類される。また、ブロケードではこれらの製品と共に、コンサルティングや製品導入などのサービスをプロフェッショナル・サービスとして提供している。

### SANスイッチング・プラットフォーム
ブロケードの主なハードウェア製品は、ファイバーチャネル、iSCSI、FCIP、GigE、FICONなどのさまざまなプロトコルに対応しており、規格化が進行中であるFCoE（Fibre Channel over Ethernet）やCEE（Converged Enhanced Ethernet）に対応する製品のリリースも予定されている。

#### SANスイッチ 8Gbit/s
- Brocade 5300 – 最大80ポート収容
- Brocade 5100 – 最大40ポート収容
- Brocade 300 – 最大24ポート収容

#### SANダイレクタ/バックボーン

##### 4Gbit/sダイレクタ
- Brocade 48000 – 最大384ポート収容

##### 8Gbit/sバックボーン
- Brocade DCX – 最大384ポート収容、デュアルシャーシ・システムで最大768ポート
- Brocade DCX-4S – 最大192ポート収容、デュアルシャーシ・システムで最大384ポート

#### SANエクステンション&ルーティング
- Brocade 7800・Brocade 7500・Brocade 7500E

### SANソフトウェア
- DCFM（Data Center Fabric Manager）
- EFCM (from McData。Enterprise Fabric Communication Manager)・Fabric Manager
- SAN Health – SAN環境診断ツール（無償提供または有償サービスとして提供）
- IronView Network Manager（From Foundry Networks）

### サーバ接続性関連製品

#### HBA（ホスト・バス・アダプタ）
- 4Gbit/s – Brocade 415/425 HBA・8Gbit/s – Brocade 815/825 HBA

#### ブレードサーバ内蔵型SANスイッチモジュール
- 主要ベンダーのブレードサーバ各種に対応

#### 統合型ネットワーク・アダプタ（CEE/FCoE対応）
- Brocade 1010/1020 CNA

### イーサネット・スイッチ製品（L2/3スイッチ&ルータ）

#### Brocade FastIron ファミリ
- Brocade FastIron WS
- Brocade FastIron LS
- Brocade FastIron GS
- Brocade FastIron CX/FCX
- Brocade FastIron EdgeX
- Brocade FastIron SX

#### Brocade NetIron ファミリ
- Brocade NetIron CES 2000
- Brocade NetIron CER 2000
- Brocade NetIron MLX/MLXe
- Brocade NetIron XMR

#### 次世代イーサネット・スイッチ製品（DCB対応データセンター・スイッチ）
- Brocade VDX 6720 シリーズ

### アプリケーション・デリバリ・コントローラ製品（L4-7スイッチ）
- Brocade ServerIron ADX

## 認定資格
- BCFD（Brocade Certified Fabric Designer）
- BCFP（Brocade Certified Fabric Professional）
- BCAF（Brocade Certified Architect for FICON）
- BCFCoEP（Brocade Certified FCoE Professional）
- BCSM（Brocade Certified SAN Manager）
- BCFA（Brocade Certified Fabric Administrator）
- BCNP（Brocade Certified Network Professional）
  - 旧Foundry Networks「FNCNP」に相当
- BCND (Brocade Certified Network Designer)
- BCNE（Brocade Certified Network Engineer）
  - 旧Foundry Networks「FNCNE」に相当
- BCLP（Brocade Certified Layer 4-7 Professional）
  - 旧Foundry Networks「FNCLP」に相当
- BCLE（Brocade Certified Layer 4-7 Engineer）
  - 旧Foundry Networks「FNCLE」に相当
- BCEFE（Brocade Certified Ethernet Fabric Engineer）

## 不祥事
2005年、1998年からCEOの地位にあったグレゴリー・レイズは、米国証券取引委員会の調査を受けて合衆国司法省から証券詐欺の疑いで告発がなされたためにCEOを辞任した。裁判は2007年に始まり、レイズは自らのストックオプションの日付を実際の日付より遡ってより低価格のオプションにごまかすことにより自社株の売買で不当な利益を得たとして、同様の利益を得たとされる人事担当副社長ステファニー・ジェンセンとともに12の罪で起訴された。裁判は証人となったブロケードの経理担当者が証言をのちに翻すなど紆余曲折を経て第二審まで行われたが、2010年にレイズは取り下げられた二つの罪状以外の10の罪状のうち9の罪状で有罪と認められ罰金1,500万ドルと懲役21か月の実刑を宣告され、2011年末までカリフォルニア州タフトの刑務所に服役した。ジェンセンもより軽い罰ではあるが有罪とされた。レイズはまた、2012年現在、未解決の案件を含む総額2,000万ドルを超える複数の民事訴訟をブロケードの株主などから起こされている。レイズは1999年にブロケードの株式公開を果たし、その後3年足らずで従業員数を6倍に増やしブロケードを業界トップの企業に育て上げた功労者であったが、「バックデイティング（日付付け替え）」と呼ばれるストックオプションの詐欺で初めて陪審に裁かれた犯罪者となった。